# Procranioceras skinneri
Il procraniocerato (Procranioceras skinneri) è un mammifero artiodattilo estinto, appartenente ai dromomericidi. Visse nel Miocene medio (circa 12 - 11 milioni di anni fa) e i suoi resti fossili sono stati ritrovati in Nordamerica.

## Descrizione
Questo animale, simile a un'antilope piuttosto robusta, era caratterizzato dalla presenza di un robusto corno che si protendeva dalla parte posteriore del cranio. Questo corno occipitale era più corto rispetto a quello di altre forme simili come Cranioceras, ed era appiattito trasversalmente e ricurvo verso l'avanti. Erano presenti inoltre due lunghe corna sopra le orbite, lunghe e dritte. Sia le corna sopraorbitali che il corno occipitale erano molto più lunghe rispetto alle corna di altri animali affini, come Bouromeryx. I premolari erano più grandi rispetto a quelli di Cranioceras, ma la fossetta anteriore presente sul quarto premolare inferiore era quasi del tutto aperta. I molari erano a corona bassa (brachidonti) e solitamente erano dotati della cosiddetta "Palaeomeryx fold", presente in numerosi altri dromomericidi ma non in Cranioceras.

## Classificazione
Procranioceras è stato descritto per la prima volta nel 1937, sulla base di un cranio completo proveniente dal Nebraska. L'autore della descrizione, Frick, ritenne Procranioceras un semplice sottogenere del genere Cranioceras, ma successivi studi (Janis e Manning, 1998; Prothero e Liter, 2008) hanno determinato che questa forma era in realtà ben distinta da Cranioceras. Inoltre, l'inclusione di Procranioceras in Cranioceras renderebbe quest'ultimo genere parafiletico. 
Procranioceras e Cranioceras fanno parte di un gruppo di artiodattili estinti tipicamente nordamericani, i dromomericidi, dalle affinità incerte ma forse imparentati con i cervidi. In particolare, Procranioceras e Cranioceras sono forme specializzate del gruppo, e diedero probabilmente origine alle ultime forme della famiglia, come Yumaceras e Pediomeryx.